# Nico Ditch

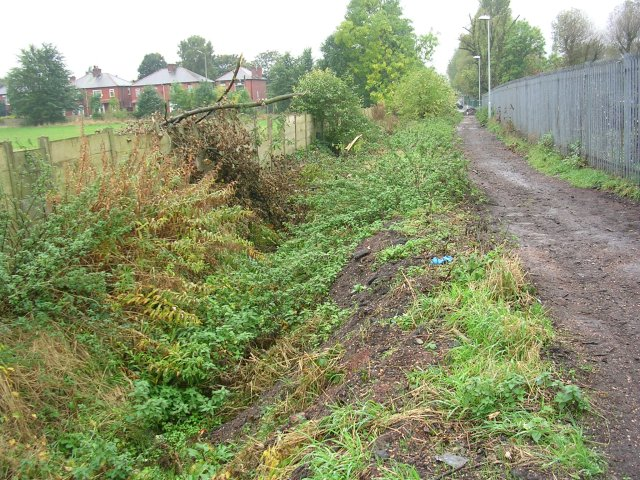
Le Nico Ditch, vers Levenshulme.

Le Nico Ditch, ou parfois Mickle Ditch ou Nikker est un terrassement de 9,7 km de long situé entre Ashton-under-Lyne et Stretford dans le Grand Manchester, en Angleterre. Il pourrait s'agir d'une fortification défensive ou d'un bornage construit entre les Ve et XIe siècles.
Le fossé est encore visible en partie, notamment sur une étendue de 300 m au travers du terrain de golf du Denton Golf Club. Dans les sections les mieux conservées, le fossé est large de 3,5 à 4,5 m et atteint jusqu'à 1,5 m de profondeur. Une partie du terrassement est protégé en tant que Scheduled Ancient Monument.

## Passage

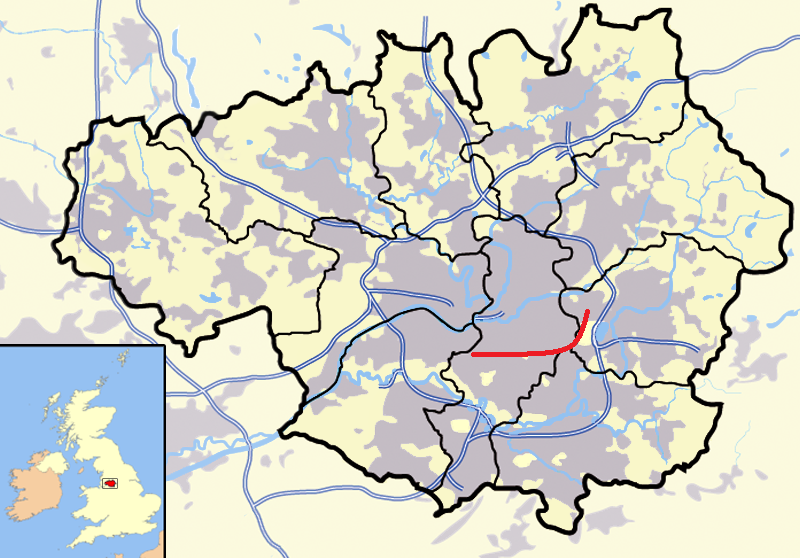
En rouge, l'approximation du passage du fossé. Il se serait étendu plus à l'ouest qu'indiqué.

Le Nico Ditch s'étend sur 9,7 km de Ashton Moss à Ashton-under-Lyne jusqu'à Hough Moss, à l'est de Stretford. Il passe par Denton, Reddish, Gorton, Levenshulme, Burnage, Rusholme, Platt Fields Park à Fallowfield, Withington et Chorlton-cum-Hardy au travers de quatre arrondissements du désormais Grand Manchester. Le fossé coïncide avec la frontière entre les arrondissements de Stockport et Manchester, et entre Tameside et Manchester jusqu'au terrain de golf du Denton Golf Club. Une section est désormais sous les réservoirs d'Audenshaw construits à la fin du XIXe siècle. Le fossé se serait étendu à l'ouest, au-delà de Stretford, jusqu'à Urmston,.

## Histoire
Le Nico Ditch a été construit entre la retraite des troupes romaines en Bretagne au début du Ve siècle et la conquête normande en 1066. Son but original n'est pas clair mais il a pu servir de fortification défensive ou de frontière. Il a peut-être marqué une frontière pour les Anglo-Saxons expansionnistes du VIIe siècle ou peut-être qu'il a été un frontière pour séparer les royaumes de Mercie et de Northumbrie à la fin du VIIIe siècle, début du IXe siècle. Au début du Moyen Âge, les royaumes de Northumbrie, Mercie et Wessex luttaient pour le contrôle de l'Angleterre du Nord-Ouest en même temps que les Bretons et les Danes. Même si son intérêt primaire reste flou, il est certain que le fossé a été utilisé en tant que frontière au Moyen Âge.
Une légende raconte que le Nico Ditch a été achevé au cours d'une seule nuit par les habitants de Manchester comme protection contre l'invasion Vinking vers 869; Manchester aurait été alors ravagé par les Danes en 870. D'après l'histoire, chaque homme avait une zone à construire et avait l'obligation de creuser sa section et de construire un fossé aussi profond que lui-même. Selon le folklore du XIXe siècle, le fossé a été le lieu d'une bataille entre les Saxons et les Danes; bataille qui aurait dû donner aux villes de Gorton et Reddish leur nom, provenant de « Gore Town » (Ville de Sang) et « Red-Ditch » (Fossé Rouge),, mais l'idée a été démentie par les historiens comme étant une légende urbaine. En effet, les noms proviennent de « dirty farmstead » et « reedy ditch » respectivement.

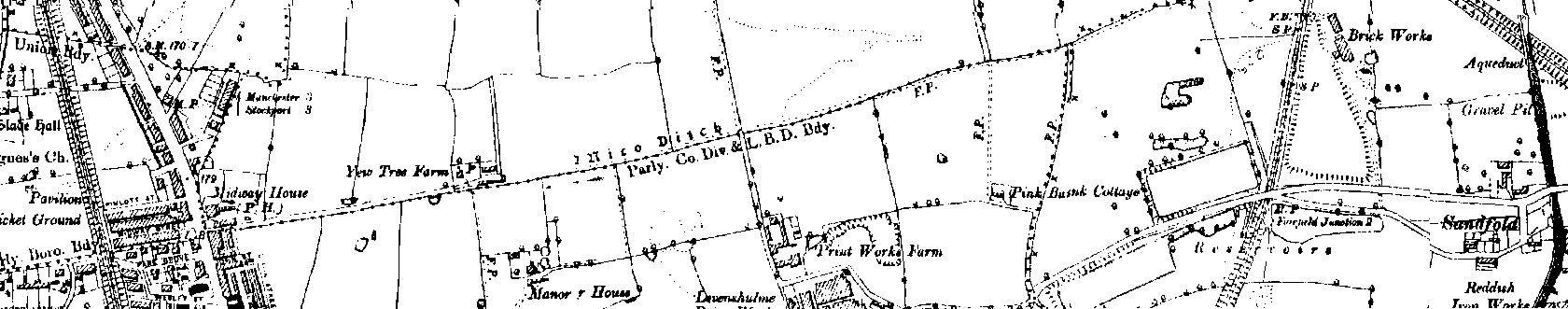
Une carte du Nico Ditch entre Reddish et Slayde Hall à Longsight, imprimée en 1895. Cette partie du fossé est toujours visible.

Les antiquaires et les historiens ont été intéressés par ce fossé depuis le XIXe siècle mais la plupart de son parcours a été recouvert depuis. Entre 1990 et 1997, l'unité archéologique de l'Université de Manchester a dégagé des sections du fossé à Denton, Reddish, Levennshulme et Platt Fields dans le but de déterminer son âge et son but. Les études ont montré que la face nord du fossé date du XXe siècle. Le profil du fossé, en forme de « U » plutôt qu'en « V » comme dans les tranchées, suggère que le but du terrassement était de marquer une frontière. En conclusion, le fossé était très probablement une frontière.

## Étymologie
Les premières allusions au fossé se trouvent dans une charte détaillant l'octroi d'un terrain à Audenshaw aux moines de Kersal Cell. Dans un document datant de 1190 à 1212, on fait référence au fossé en tant que Mykelldiche ou encore magnum fossatum qui signifie grande digue en latin.
Le nom de Nico (parfois Nikker) est associé au fossé entre le XIXe siècle et le XXe siècle. Il se peut que ce soit dérivé de l'anglo-saxon Hnickar, un esprit de l'eau qui saisissait et noyait les voyageurs imprudents. Mais le nom moderne fait certainement référence au nom Mykelldiche et ses variations, car le mot anglo-saxon micel signifie « grand », ce qui fait allusion aux descriptions du début du XIIIe siècle qui parlaient d'un magnum fossatum. Une version alternative raconte que Nico vient du mot anglo-saxon nǽcan signifiant « tuer ».

## Statut actuel
Malgré les intempéries, le fossé est toujours perceptible en de courtes sections qui peuvent atteindre 3,5 à 4,5 m de large et atteindre jusqu'à 1,5 m de profondeur. L'étendue de 300 m au travers du terrain de golf du Denton Golf Club et la section passant par Platt Fields Park sont considérées comme les parties les mieux préservées,. En 1997, une partie du terrassement au niveau de Platt Fields Park est déclarée Scheduled Ancient Monument. Cependant, le reste du fossé est non-protégé.